# Laszlo Goerke
Laszlo Goerke (* 23. Januar 1965 in Hamburg) ist ein deutscher Finanzwissenschaftler und derzeit Professor für Personalökonomik an der Universität Trier.
Nach seinem Abitur am Hamburger Helene-Lange-Gymnasium absolvierte Goerke in den Jahren 1984 bis 1986 eine Ausbildung zum Außenhandelskaufmann in Getreide- und Futtermittel. Danach begann er im Oktober 1986 mit dem Studium der Volkswirtschaftslehre, Politik- und Geschichtswissenschaften an der Universität Hamburg. Dafür bekam er ein Stipendium der Friedrich-Ebert-Stiftung. In den Jahren 1989 und 1990 studierte er im Rahmen eines Stipendiats des DAAD Volkswirtschaftslehre und Internationale Politik an der Universität Warwick in Großbritannien. Im Juli 1991 bekam Laszlo Goerke ein Diplom für Volkswirtschaft. Von 1991 bis 1995 war er wissenschaftlicher Mitarbeiter an der Universität Hamburg im Fachbereich Wirtschaftswissenschaften. Er fertigte eine Dissertation über „Streiks und private Informationen“ an und bekam dafür den Doktortitel mit der Höchstnote Summa cum laude. Danach folgte ein Forschungsaufenthalt an der Universität Southampton in Großbritannien. Im Jahr 2000 bekam Laszlo Goerke die Venia legendi für das Fach Volkswirtschaftslehre. Seine Habilitationsschrift hatte das Thema „Economic Policy and Imperfectly Competitive Labour Markets“.
Von 1996 bis 2003 war er wissenschaftlicher Assistent am Fachbereich Wirtschaftswissenschaften der Universität Konstanz. Nach seiner Habilitation wurde er dort mehrfach für Lehrstuhlvertretungen beurlaubt, die er an der Universität Regensburg und der Johannes Gutenberg-Universität Mainz ausübte. In Mainz hatte er seit 2003 die C 3-Professur für Volkswirtschaftslehre inne. Von Juli 2006 bis Dezember 2011 war Laszlo Goerke Inhaber der W 3-Professur für Volkswirtschaftslehre, insbesondere Finanzwissenschaft an der Eberhard Karls Universität Tübingen. Seit Januar 2012 ist er Inhaber der W 3-Professur für Betriebswirtschaftslehre, insbesondere Personalökonomik in Verbindung mit der Position des wirtschaftswissenschaftlichen Direktors des Instituts für Arbeitsrecht und Arbeitsbeziehungen in der Europäischen Union (IAAEU) an der Universität Trier.
Goerkes Forschungsschwerpunkte liegen in den Bereichen Finanzwissenschaft und Arbeitsmarktökonomik sowie in Untersuchungen zum Bereich Law and Economics und zur institutionellen Ausgestaltung des Sozialstaats. Neben seinen Büchern hat er zahlreiche Aufsätze in deutsch- und englischsprachigen Fachzeitschriften veröffentlicht.

## Buchveröffentlichungen
- Taxes and Unemployment, Kluwer Academic Publishers: Boston, Dordrecht und London, 2002, Konstanz (zugleich Habilitationsschrift) ISBN 978-0-7923-7440-4
- Arbeitsmarktmodelle, mit Manfred J. Holler, Springer-Verlag: Berlin u. a., 1997, ISBN 978-3-540-62693-0
- Maynard Keynes – Ein Moderner Klassiker? hrsg. mit J. Bibow, 1996, Homo Oeconomicus, Vol. XIII(3), 177 S.
- Streiks und private Informationen, Duncker & Humblot: Berlin, 1996 (zugleich Dissertation)